# Liste der Bodendenkmäler in Wehringen
Auf dieser Seite sind die Bodendenkmäler in der schwäbischen Gemeinde Wehringen zusammengestellt. Diese Tabelle ist eine Teilliste der Liste der Bodendenkmäler in Bayern. Grundlage ist die Bayerische Denkmalliste, die auf Basis des Bayerischen Denkmalschutzgesetzes vom 1. Oktober 1973 erstmals erstellt wurde und seither durch das Bayerische Landesamt für Denkmalpflege geführt wird. Die folgenden Angaben ersetzen nicht die rechtsverbindliche Auskunft der Denkmalschutzbehörde.

## Gemeinde Wehringen

### Gemarkung Straßberg
| Lage                 | Objekt                                  | Akten-Nr.     | Bild |
| -------------------- | --------------------------------------- | ------------- | ---- |
| Straßberg (Standort) | Trichtergruben des frühen Mittelalters. | D-7-7730-0014 |      |

### Gemarkung Wehringen
| Lage                 | Objekt | Akten-Nr.     | Bild |
| -------------------- | --- | ------------- | ---- |
| Wehringen (Standort) | Straße der römischen Kaiserzeit. | D-7-7730-0046 |      |
| Wehringen (Standort) | Grabhügel der Hallstattzeit und Grabenwerk der römischen Kaiserzeit. | D-7-7730-0048 |      |
| Wehringen (Standort) | Villa rustica der römischen Kaiserzeit. | D-7-7730-0051 |      |
| Wehringen (Standort) | Villa rustica der römischen Kaiserzeit. | D-7-7730-0052 |      |
| Wehringen (Standort) | Siedlung vor- und frühgeschichtlicher Zeitstellung. | D-7-7730-0053 |      |
| Wehringen (Standort) | Teilstück einer Straße der römischen Kaiserzeit. | D-7-7730-0054 |      |
| Wehringen (Standort) | Badeanlage der frühen Neuzeit. | D-7-7730-0056 |      |
| Wehringen (Standort) | Mittelalterliche und frühneuzeitliche Befunde im Bereich der Katholischen Pfarrkirche St. Georg in Wehringen.                                                                                        | D-7-7730-0057 |      |
| Wehringen (Standort) | Grabhügel vorgeschichtlicher Zeitstellung. | D-7-7730-0060 |      |
| Wehringen (Standort) | Siedlung des Neolithikums und der vorgeschichtlichen Metallzeiten; Gräber der frühen Bronzezeit; Villa rustica und Straße der römischen Kaiserzeit; Siedlung und Gräber und des frühen Mittelalters. | D-7-7730-0061 |      |
| Wehringen (Standort) | Straßentrasse und rechtwinkliges Grabenwerk vor- und frühgeschichtlicher Zeitstellung. | D-7-7730-0063 |      |
| Wehringen (Standort) | Körpergräber des frühen Mittelalters. | D-7-7730-0066 |      |
| Wehringen (Standort) | Grabhügel vorgeschichtlicher Zeitstellung. | D-7-7730-0069 |      |
| Wehringen (Standort) | Siedlung vor- und frühgeschichtlicher Zeitstellung. | D-7-7730-0070 |      |
| Wehringen (Standort) | Siedlung des Mesolithikums und Spätneolithikums. | D-7-7730-0072 |      |
| Wehringen (Standort) | Siedlung des Neolithikums und der römischen Kaiserzeit. | D-7-7730-0113 |      |
| Wehringen (Standort) | Siedlung der Latènezeit, der römischen Kaiserzeit und des Mittelalters, Körpergräber des frühen Mittelalters, Kreisgraben vor- und frühgeschichtlicher Zeitstellung.                                 | D-7-7730-0119 |      |
| Wehringen (Standort) | Siedlung der Altheimer Kultur. | D-7-7730-0215 |      |
| Wehringen (Standort) | Viereckschanze der Spätlatènezeit. | D-7-7731-0079 |      |